# 鎮惡新震旦介
鎮惡新震旦介（学名：Neosinocythere chenwui）为粗面介科新震旦介屬下的一个种。